# Syscia ticomontana
Syscia ticomontana (лат.) — вид муравьёв рода Syscia из подсемейства Dorylinae (Formicidae). 

## Распространение
Встречаются в Центральной Америке: Коста-Рика, на высоте 1340—1360 м.

## Описание
Мелкие муравьи тёмно-коричневого цвета (длина около 3 мм). Ширина головы рабочих 0,62—0,70 мм, длина головы 0,78—0,86 мм. Отличаются следующими признаками: субпетиолярный отросток субквадратный, с угловатым задним краем; абдоминальный сегмент AIII сверху трапециевидный, бока умеренно выпуклые; AIV сверху с выпуклыми сторонами, сильно сужающимися к неусеченному переднему краю; у AIII и AIV дорсальный профиль выпуклый; отстоящие волоски длинные. Стебелёк двухчлениковый, но явные перетяжки между следующими абдоминальными сегментами отсутствуют. Проното-мезоплевральный шов развит. Оцеллии отсутствуют, сложные глаза редуцированные. Нижнечелюстные щупики рабочих 2-члениковые, нижнегубные щупики состоят из 2 сегментов. Средние и задние голени с одной гребенчатой шпорой. Обнаружены в подстилочном лесном слое. Вид был впервые описан в 2021 году американским мирмекологом Джоном Лонгино и немецким энтомологом Майклом Бранстеттером.